# 虎纹钝头蛇
虎纹钝头蛇（学名：Pareas tigerinus）一种于中国云南省西双版纳州勐海县西定哈尼族布朗族乡发现的无毒蛇，隶属于钝头蛇科钝头蛇属的一种。。

## 形态特征
眶前鳞单个；眶后鳞和眶下鳞相融；大多数个体颊鳞入眶；颊鳞不入眶；前额鳞入眶；下唇鳞不融于颔片；颔片3对，第1对呈三角形，第2对和第3对扩大；背鳞通体15行；脊鳞扩大；身体前段鳞片不起棱，中段背鳞中间3—5行鳞片起棱，后段背鳞中间5—9行鳞片起棱；上唇鳞7枚；下唇鳞8枚；肛鳞完整；腹鳞160—171枚；尾下鳞62-64对；头部背面背呈纯黑色或红褐色；具有深色颈纹；身体和尾部具有明显的垂直的黑色条纹；虹膜棕黑色或红褐色。